# Parameioneta bilobata
Parameioneta bilobata là một loài nhện trong họ Linyphiidae.
Loài này thuộc chi Parameioneta. Parameioneta bilobata được miêu tả năm 1993 bởi Li & Zhu.